# AS 91 Ottavia
L’AS 91 Ottavia è stato un cacciasommergibili e nave civetta (già vedetta foranea) della Regia Marina.

## Storia
Costruita nel 1921 a Chiavari e di proprietà degli armatori viareggini Luigi Tomei e Duilio & Giuseppe Partiti, l'unità era in origine un veliero (brigantino-goletta) da carico, immatricolato presso il Compartimento Marittimo di Viareggio con il numero 535. Nel 1936-1937 il veliero aveva subito l'installazione del motore.
Il 24 giugno 1940, poco dopo l'ingresso dell'Italia nella seconda guerra mondiale, l’Ottavia venne requisito a Napoli dalla Regia Marina e quindi iscritto nei ruoli del naviglio ausiliario dello Stato con la sigla V 4, ossia come unità per la vigilanza foranea (i compiti di queste imbarcazioni consistevano principalmente nella vigilanza costiera e nell'avvistamento di aerei nemici provenienti dal mare, ma contemplavano anche altre funzioni, quali la scorta costiera, il pilotaggio ed i collegamenti costieri o con isole minori).
Successivamente il motoveliero, riclassificato come cacciasommergibili, ricevette la denominazione di AS 91, venne equipaggiato con degli idrofoni e armato con alcuni cannoni da 102 mm, mitragliere contraeree da 13,2 mm e tramogge per bombe di profondità. Oltre che come semplice unità antisommergibili, l’Ottavia, a partire dal settembre 1941, operò anche come «nave civetta»: l'armamento venne camuffato e l'unità, apparendo un inoffensivo motoveliero, sarebbe stata attaccata col cannone dai sommergibili nemici, potendo così ingaggiare uno scontro in superficie.
Inizialmente (1941) la nave operò con base a La Spezia, svolgendo frequenti e prolungate missioni di caccia antisommergibile. Tra il 1941 ed l'inizio del 1942 fu comandante dell'unità il guardiamarina Catello Amendola.
Successivamente, mentre il guardiamarina Giovanni Fioretti sostituiva il precedente comandante, ricoverato per malattia, l’Ottavia venne trasferito nel Mar Ionio.

## L'affondamento

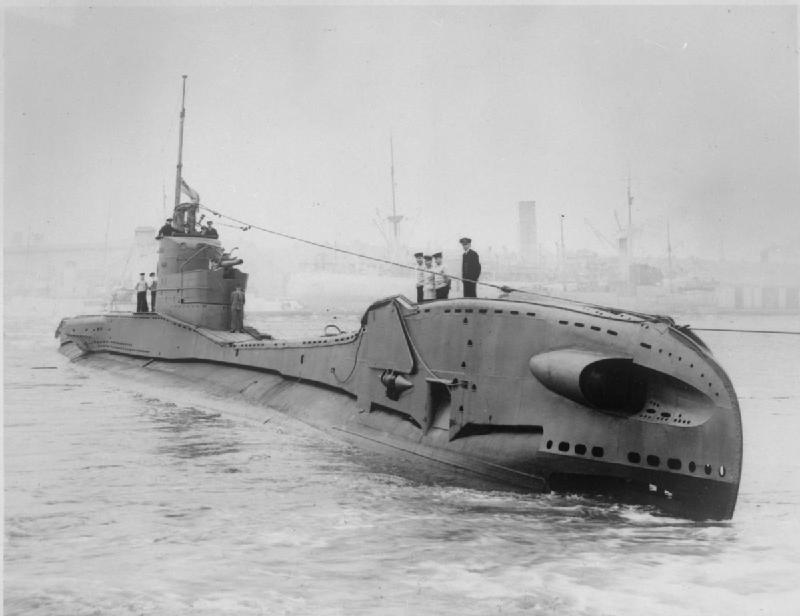
Il sommergibile HMS Thorn, che affondò lOttavia in uno scontro a fuoco

Il 5 marzo 1942 il motoveliero lasciò il porto di Argostoli, sull'isola di Cefalonia, per una missione di ricerca e caccia a sommergibili, ma alle tre del pomeriggio venne attaccato con cannoni e mitragliere dal sommergibile britannico Thorn, lo stesso che un mese prima aveva affondato il sommergibile Medusa: la nave italiana reagì ma, dopo un'ora di violento combattimento, l’Ottavia, ripetutamente colpito ed in fiamme, affondò con tutto l'equipaggio ad un miglio da Ortholithia.
Scomparvero con la nave il comandante Fioretti (decorato con Medaglia d'argento al valor militare alla memoria) e 54 tra ufficiali, sottufficiali e marinai.